# Вольський Віктор Вацлавович
Віктор Вацлавович Вольський (10 серпня 1921, ст. Злинка — 18 листопада 1999, Москва) — радянський і російський економіст-міжнародник, економіко-географ, латиноамериканіст, доктор економічних наук (1966), професор (1967), заслужений професор Московського університету (1996), член-кореспондент Академії наук СРСР (1984), член-кореспондент Російської академії наук (1991). Герой Радянського Союзу (1945), заслужений діяч науки РРФСР (1961). Лауреат премії імені Дмитра Миколайовича Анучина (1976), Державної премії СРСР (1987). Засновник сучасної російської школи латиноамериканістики. Директор Інституту Латинської Америки АН СРСР (1966—1992), головний редактор журналу «Латинська Америка» (1969—1993). Протягом 40 років очолював радянську наукову школу соціально-економічного країнознавства Івана Олександровича Вітвера.

## Біографія
Віктор Вацлавович народився 10 серпня 1921 року на Стародубщині, на станції Злинка, Новозибківського повіту, Гомельської губернії Росії (зараз у межах селища Вишков Злинковського району Брянської області) в родині службовця з литовської шляхти. Початкову школу закінчив при станції 1934 року, середню (10 класів) у Малому Вишкові. З 1939 року навчався на лісогосподарському факультеті Білоруського лісотехнічного інституту в Гомелі.
Студентом, наприкінці 1940 року був призваний до лав Червоної армії. У серпні 1941 року потрапив на фронт німецько-радянської війни на посаду командира відділення зенітної батареї. Брав участь в обороні Заполяр'я, восени 1942 року зазнав важкого поранення обох ніг. У квітні 1943 року став помічником, а потім командиром вогневого взводу 1354-го зенітного артилерійського полку. Того ж року вступив до лав ВКП(б). Воював на Степовому, Воронезькому і 2-му Українському фронтах. Брав участь у Курській битві, битві за Дніпро, визволенні Правобережної України і Молдавії. У серпні 1944 року особливо відзначився під час Яссько-Кишинівської операції, коли його колона під містечком Крицешти (поблизу міста Васлуй) потрапила в облогу й відбивалась упродовж 2 діб, зуміла вирватись з оточення. За що 24 березня 1945 року був нагороджений званням Герой Радянського Союзу. 1945 року закінчив курси молодших лейтенантів, незабаром після війни звільнився з армії в запас у званні капітана.
1949 року закінчив з відзнакою Інститут міжнародних відносин Міністерства закордонних справ СРСР (МДІМВ) за спеціальністю «економіст-міжнародник, референт-перекладач у країнах Латинської Америки». Залишений в аспірантурі. 1952 року захистив дисертацію кандидата економічних наук на тему «Англо-американська боротьба за нафту в Південній Америці». Упродовж 1953—1959 років викладач, доцент, старший науковий співробітник МДІМВ. З 1959 по 1999 рік, впродовж 40 років був беззмінним завідувачем кафедри економічної та політичної географії капіталістичних і країн, що розвиваються (нині кафедра соціально-економічної географії зарубіжних країн), географічного факультету Московського державного університету. 1966 року захистив докторську дисертацію на тему «Латинська Америка: нафта і незалежність». Наступного року присвоєне вчене звання професора. У Московському університеті створив і читав оригінальні курси лекцій: «Соціально-економічна географія Латинської Америки», «Типологія зарубіжних країн», «Економічне районування».
Упродовж 1966—1992 років був директором Інституту Латинської Америки Академії наук СРСР. Упродовж 1969—1993 років був головним редактором журналу «Латинська Америка». З 1970 по 1993 рік — заступник голови Наукової ради з комплексної проблеми «Сучасні проблеми країн» АН СРСР. Вольський Віктор Вацлавович впродовж життя обіймав ряд поважних посад: з 1965 року був членом Всесвітньої ради миру, з 1968 року — президент товариства СРСР-Уругвай, з 1970 року — перший віце-президент Асоціації країн Латинської Америки, з 1980 року — голова радянської асоціації дружби і культурного співробітництва з країнами Латинської Америки.
Помер Віктор Вацлавович 18 листопада 1999 року в Москві. Похований на Ваганьковському кладовищі.

## Наукові праці
Вольський протягом 40 років очолював радянську наукову школу соціально-економічного країнознавства Вітвера, засновник сучасної школи латиноамериканістики. Був завідувачем кафедри соціально-економічної географії зарубіжних країн географічного факультету Московського університету. Ним була розроблена нова концепція соціально-економічної типології країн, вчення про цивілізаційне районування країн світу. За час наукової діяльності В. В. Вольський підготував 31 кандидата і 10 докторів наук.
Вольський Віктор Вацлавович за роки наукової праці опубліковано понад 300 наукових робіт, у тому числі 20 книг. 170 його робіт було перекладено на іноземні мови й видано за кордоном. Основні наукові праці:
- (рос.) Вольский В. В. Латинская Америка: нефть и независимость. — М., 1964.
- (рос.) Вольский В. В. Латинская Америка: взгляд на её проблемы. — М., 1972.
- (рос.) Вольский В. В. Государственное регулирование размещения производительных сил в капиталистических и развивающихся странах. — М., 1975.
- (рос.) Латинская Америка. Энциклопедический справочник [в 2-х тт.]	 / Главный редактор В. В. Вольский. — М. : Советская энциклопедия, 1979—1982. — 576—656 с.
- (рос.) Вольский В. В. Капитализм в Латинской Америке. Очерки генезиса, эволюции и кризиса. — М., 1983.
- (рос.) Вольский В. В. Правда и вымыслы о политике США в Латинской Америке. — М. : Изд-во агентства печати «Новости», 1985.
- (рос.) Вольский В. В. Экономическая география капиталистических и развивающихся стран. — М., 1988.
- (рос.) Вольский В. В. Капиталистические и развивающиеся страны на пороге 90-х годов. — М., 1990.
- (рос.) Вольский В. В. Иван Александрович Витвер: Учёный Учитель. — М. : ИЛА, 1991.
- (рос.) Вольский В. В. Социально-экономическая география зарубежного мира: Учебник для вузов. — М. : Дрофа, 2001.

## Нагороди і відзнаки
Вольський Віктор Вацлавович був нагороджений рядом бойових, ювілейних і почесних орденів і медалей:
- 1944 — Орден Червоної Зірки.
- 1945 — Герой Радянського Союзу з врученням ордена Леніна і медалі «Золота Зірка».
- 1969 — Медаль «За заслуги» (ЧССР).
- 1971 — Орден «Знак Пошани».
- 1975 — Орден Трудового Червоного Прапора.
- 1975 — Орден Андреса Бельйо 1 класу (Венесуела).
- 1980 — Орден «За видатні заслуги» ступеня «Велика офіцерська зірка» (Перу).
- 1981 — Орден Дружби народів.
- 1983 — Орден Ацтекського орла 1 класу (Мексика).
- 1984 — Медаль «Бойове братство» (Куба).
- 1985 — Орден Вітчизняної війни 1-го ступеня.
- 1986 — Орден Трудового Червоного Прапора вдруге.
- 1996 — Орден «За заслуги перед Вітчизною» 4 ступеня.

Вольський Віктор Вацлавович був удостоєний ряду почесних звань, нагороджений преміями:
- 1961 — Заслужений діяч науки РРФСР[1].
- 1976 — лауреат премії імені Д. Н. Анучина[1].
- 1987 — лауреат Державної премії СРСР за 20-томну працю «Країни і народи» в складі авторського колективу[1].
- 1988 — лауреат премії Державного комітету освіти СРСР.
- 1996 — заслужений професор МДУ[1].
- 1999 — лауреат премії імені М. В. Ломоносова МДУ за багаторічну педагогічну діяльність[5].

Почесний член ряду наукових товариств: Географічного товариства Ліми (Перу, 1969), Географічного товариства Санто-Домінго (Домініканська Республіка, 1970), Національного комітету істориків Радянського Союзу (1981), Мексиканського товариства географії і статистики (1990), Аргентинського економічного товариства (1991).
Почесний доктор ряду університетів: Сан-Маркос (Ліма, Перу, 1973), імені Симона Болівара (Барранкілья, Колумбія, 1978), Сан-Паулу (Бразилія, 1981), гаванського (Куба, 1987).
Почесний громадянин ряду міст: Кіто (Еквадор, 1974), Гвадалахара (Мексика, 1977), Меріда (Мексика, 1977), Новозибков (Росія, 1981), Ріо-де-Жанейро (Бразилія, 1985), Халапа-Енрікес (Мексика, 1987).
На будівлі школи в селищі Вишків, де навчався в дитинстві, встановлена меморіальна дошка герою СРСР. На географічному факультеті МДУ аудиторії № 1801 присвоєно ім'я професора Вольського.